# Melithaea laevis
Melithaea laevis is een zachte koraalsoort uit de familie Melithaeidae. De koraalsoort komt uit het geslacht Melithaea. Melithaea laevis werd in 1889 voor het eerst wetenschappelijk beschreven door Wright & Studer. 